# أكسي إنفينيتي
أكسي إنفينيتي (بالإنجليزية: Axie Infinity) الرمز المميز للعبة (SLP)، هي لعبة فيديو على الإنترنت تعتمد على رمز غير قابل للاستبدال، طورها الاستوديو الفيتنامي سكاي مافيس، المعروف باقتصادها داخل اللعبة والذي يستخدم العملات المشفرة المبنية على الإيثريوم.

## البداية
يقوم لاعبو أكسي بجمع وصنع رموز غير قابلة للاستبدال التي تمثل حيوانات أليفة رقمية مستوحاة من إبسولوتل تُعرف باسم أكسيس. يمكن تربية هذه المخلوقات أو استخدامها في المعارك مع بعضها البعض داخل اللعبة، تتقاضى سكاي مافيس رسومًا قدرها 4.25٪ أثناء تداول اللاعبين رموز أكسيس في السوق. كان معظم لاعبيها من الفلبين اعتباراً من سبتمبر 2021.
تم بناء أكسي على شبكة رونين، وهي سلسلة جانبية مرتبطة بشبكة إيثريوم، تعطل الرمز المميز المرتبط باللعبة في فبراير 2022، وصادف هذا العطل هبوط قوي في الرموز غير قابلة للاستبدال والعملات المشفرة، مما أدى إلى فقدان أكثر من 99 ٪ من قيمته الإجمالية. في مارس 2022 اخترق المتسللون شبكة رونين، وسرقوا ما يقرب من 620 مليون دولار أمريكي من العملة المشفرة من المشروع.
تعد أكسي لعبة تنافسية بنظام «المعركة الخاملة» مشتقة من ألعاب مثل فاينل فانتسي تاكتيس وأبطال خاملون. تمتلئ اللعبة بمخلوقات تسمى أكسيس يمكن للاعبين جمعها كحيوانات أليفة، يهدف اللاعبون إلى القتال والتكاثر والجمع والتربية وبناء ممالك خاصة بهم، تحتوي اللعبة على سوق داخل اللعبة حيث يمكن للاعبين شراء وبيع وتداول الموارد التي يكسبونها في اللعب. الهدف الرئيسي للتقدم في اللعبة هو توسيع حجم مجموعة ملكية الشخص من الحيوانات.
قامت سكاي مافيس بتسويق اللعبة باستخدام نموذج «العب لتربح»، حيث بعد أن يدفع المشاركون تكاليف البداية، يمكنهم كسب عملة مشفرة داخل اللعبة تستند إلى إيثريوم من خلال اللعب، تسمح اللعبة للمستخدمين بسحب الرموز الخاصة بهم كل أربعة عشر يومًا. تم وصف هذا النموذج بأنه شكل من أشكال المقامرة.

## التاريخ
بدأ تطوير اللعبة في عام 2017 بقيادة المؤسس المشارك والرئيس التنفيذي نغوين ثانا ترونغ، جنبًا إلى جنب مع تيو دوان وألكسندر لارسن وجيفري زيرلين وآندي هو. كان نغوين قد أنفق الأموال سابقًا على لعبة «كريبتوكيتيس» قبل أن يبدأ العمل على لعبته الخاصة القائمة على بلوكشين، حيث قام بدمج عناصر كريبتوكيتيس مع طريقة اللعب من سلسلة بوكيمون أو نيوبيتس.
أصدر فريق التطوير أول نظام معركة من اللعبة في أكتوبر 2018، وتم إصدار نسخة ألفا في ديسمبر 2019.
أطلقت سكاي مافيس محفظة رونين في فبراير 2021، والتي تعتبر ذات سرعة في التعاملات وبرسوم منخفضة وتوفر خاصية إنشاء اللعاب أخرى على شبكتها.
إنهارت قيمة الرمز المميز المرتبط باللعبة في فبراير 2022، وسط هبوط حاد في الرموز غير قابلة للاستبدال والعملات المشفرة على نطاق أوسع، مما أدى إلى خسارة أكثر من 99٪ من قيمتها، حاولت سكاي مافيس تثبيت السعر من خلال تقديم ميزات جديدة للعبة، لكن هذه المحاولات لم تنجح، تسببت القيمة التبادلية المنخفضة لرمزها بنزوح جماعي للاعبين، حيث قامت بعدها بإزالة الإشارات إلى «العب لتربح» على موقع الويب الخاص بها وايضاً على موقع التسويق، وهذا ادى إلى إنخفاض قيمة الرموز المميزة الخاصة بها.
في 23 مارس 2022 اخترق المتسللون شبكة رونين، وسرقوا ما يقرب من 620 مليون دولار أمريكي من عملتي إيثريوم وعملة الدولار الأمريكي المستقرة (USDC). يعتبر هذا الاختراق أكبر اختراق على الإطلاق في قطاع العملات المشفرة من حيث كمية قيمة الدولار. كما أدى الاختراق إلى الإضرار بقيمة الرمز المميز للعبة.
قالت سكاي مافيس في 8 أبريل 2022 إنها ستكون قادرة على استرداد بعض الأموال، لكن الأمر قد يستغرق عدة سنوات. أصدر مكتب التحقيقات الفيدرالي بيانًا في 14 أبريل 2022 مفاده أن مجموعة لازاروس وأي بي تي 38، وهما مجموعة قراصنة ترعاها الدولة في كوريا الشمالية مسؤولتان عن الإختراق. بعد هذا الاختراق فرضت وزارة الخزانة الأمريكية عقوبات على عنوان العملة المشفرة، لانه تم غسل بعض العملات المشفرة من خلال خلط للعملات المشفرة من خلال أحد أنواع الخلط يعرف باسم «تورنادو كاش».